# Václav Thám
Jan Šimon Václav Thám, född 26 oktober 1765 i Prag, död 1816 i Galizien, var en tjeckisk skådespelare och dramatiker. Han var bror till Karel Ignác Thám.
Tham utgav 1785 den första nytjeckiska litteraturkalendern eller antologin, Básně v reči vazané. För teatern skrev han många lustspel och historiska skådespel i folklig stil med nationalämnen, däribland Vlasta a Šárka aneb Dívčí boj u Prahy, Švedská vojna v Čechách aneb udatnost pražských studentŭ (Svenska kriget eller Pragstudenternas tapperhet), Albrecht, Václav z Valdšteina vévoda Frydlandský, samt många bearbetningar från tyskan.